# Каллиник (Аргату)
Архиепи́скоп Калли́ник (рум. Arhiepiscop Calinic, в миру Константин Аргату, рум. Constantin Argatu; 6 июня 1944, Кракэул-Негру, жудец Нямц, Румыния) — епископ Румынской православной церкви, архиепископ Арджешский и Мушельский (Митрополия Мунтении и Добруджи)

## Биография
Среднее образование получил в родной деревне и в коммуне Бэлцэтешть. С 1959 по 1964 год обучался в духовной семинарии Монастыря Нямц. В 1964 году поступил в богословский институт при Сибиуском университете, который окончил в 1968 году со званием лиценциата богословия, защитив работу «Борьба пророков против формализма», написанную на кафедре Ветхого Завета под руководством Николая Няга.
6 сентября 1964 года архиепископом Клужским Феофилом (Хериняну) рукоположен в сан диакона в состоянии целибата. 8 сентября того же года тем же иерархом — в сан пресвитера. 1 октября 1964 года назначен настоятелем в церкви деревни Тьолтюр. 1 сентября 1966 года был переведен в приход деревни Инэу, где служил до 1 ноября 1971 года.
В ноябре 1971 года вступил в братию Монастыря Кэлдэрушани, где 31 декабря 1972 года митрополитом Ардяльским Антонием (Плэмэдялэ) был пострижен в монашество с именем Каллиник в честь святителя Каллиника Черникского.
1 января 1974 года был переведен в монастырь Черника, где оставался до 1 августа 1977 года. Служил здесь музеографом, секретарем и служащим священником. 27 сентября 1975 года епископом Яломицким Романом (Станчу) был возведён в сан протосинкелла.
1 августа 1977 года назначен настоятелем Успенского монастыря в городе Синая с возведением в сан архимандрита, которое совершил епископ Яломицкий Роман (Станчу).
1 марта 1981 года был переведён настоятелем в Монастырь Черника, где служил до 1985 года. Занимался реставрацией архитектурного комплекса монастыря. Монастырь в этот период помогал другим обителям и церквям всей округи.
30 сентября 1985 года решением Священного Синода Румынской православной церкви был избран викарным епископом Рымникской и Арджешской епископии с титулом «Арджешский». 17 ноября того же года в кафедральном соборе в Куртя-де-Арджеше состоялась состоялась его хиротония и интронизация.
Его резиденцией стал Монастырь Арджеш. Много внимания уделял восстановлению храмов и обителей Рымникской епархии пострадавших от землетрясений.
12 февраля 1990 года Священный Синод Румынской православной церкви образовал Арджешскую епархию на территории на территории жудецов Арджеш и Телеорман. 4 апреля того же года был избран её временным управляющим. 27 сентября того же года Церковной избирательной коллегией 74 голосами из 91 избран её правящим епископом с титулом «Арджешский и Телеорманский». 18 ноября того же года состоялась его интронизация.
Два с половиной года был независимым депутатом в Парламент Румынии от Арджеша, участвовал в составлении новой конституции страны (1991).
Предпринял несколько путешествий на Балканы, и принял на себя заботу о поддержке духовной жизни общин правослвных арумын в Юго-Восточной Европе. Конгресс арумын, собравшийся в июле 1993 года во Фрайбурге, Германия, избрал епископа Каллиника «митрополитом всех балканских арумын».
Предложил выделить из возглавляемой самостоятельную Александрийскую кафедру, созданную в 1996 году, и стал её первым временным управляющим до 1 сентября 1996 года.
18-19 июня 2009 года Арджешская и Мусчелская епископия была возведена в ранг архиепископии, в связи с чем епископ Каллиник стал архиепископом. Официальные торжества по этому поводу состоялись 26 сентября того же года.